# 秭归县各级文物保护单位列表
以下为中华人民共和国湖北省宜昌市秭归县各级文物保护单位列表。

## 全国重点文物保护单位
| 名称           | 分类   | 时代 | 地点 | 公布                              | 图片 |
| -------------- | ------ | ---- | ---- | --------------------------------- | ---- |
| 凤凰山古建筑群 | 古建筑 | 清   |      | 2002年第四批省保 2006年第六批国保 |      |

## 湖北省文物保护单位
- 屈原祠及屈原大夫墓	清	古建筑及历史纪念建筑物	第二批
- 治理西陵峡航道摩崖题刻城关镇、香溪镇	明、清	石刻及其它	第三批
- 万寿桥水文碑刻	清	石刻及其它	第三批
- 秭归楚王城遗址	战国、明	古文化遗址	第三批
- 归州城遗址	明、清	古遗址	第六批
- 仙人洞崖墓群	唐一明	古墓葬	第六批
- 桃源塔	清	古建筑	第六批